# Slovakien i olympiska sommarspelen 2016
Slovakien deltog med 51 deltagare vid de olympiska sommarspelen 2016 i Rio de Janeiro. Totalt vann de två guldmedaljer och två silvermedaljer.

## Medaljer
| Medalj | Namn                                          | Sport      | Gren                   |
| ------ | --------------------------------------------- | ---------- | ---------------------- |
| Guld   | Ladislav Škantár Peter Škantár                | Kanotsport | Herrarnas C-2 i slalom |
| Guld   | Matej Tóth                                    | Friidrott  | Herrarnas 50 km gång   |
| Silver | Matej Beňuš                                   | Kanotsport | Herrarnas C-1 i slalom |
| Silver | Tibor Linka Denis Myšák Juraj Tarr Erik Vlček | Kanotsport | Herrarnas K-4 1000 m   |